# طوزيطالشمالية (عامر السفلية)
طوزيطالشمالية هي إحدى مشيخات المملكة المغربية، تتبع جغرافيا لإقليم القنيطرة وإداريًا لعامر السفلية. يقدر عدد سكانها بـ 8198 نسمة حسب الإحصاء الرسمي للسكان والسكنى لسنة 2004.